# Victim of Love
Victim of Love é o décimo terceiro álbum de estúdio do cantor e compositor britânico Elton John, lançado em 1979.
Gravado no Musicland, Munique e Rusk Sound Studios, Hollywood, não foi crítica ou comercialmente bem-recebido, e é o segundo mais baixo gráficos álbum até à data. Apesar de tudo isto, foi reeditada em um formato digital remaster em 2003. O único single, "Strangers" apareceu como uma faixa bônus no álbum anterior, A Single Man, que foi gravado durante essas sessões.
É um álbum de música disco lançado no auge da popularidade do gênero. Nenhum dos membros originais da banda do cantor é apresentado. John faz todos os vocais para o álbum. É o único álbum em que ele não quer tocar teclados   .
Quando o álbum foi lançado como um CD na década de 80, as faixas muitas vezes eram mixadas. Os primeiros 40 segundos de "Spotlight" é na verdade a faixa anterior, e este erro ocorre em outras faixas também. Esta foi, porém, corrigida em 2003, que também apresentou uma boa melhora na concepção instrumental.

## Faixas

### Lado 1
1. "Johnny B. Goode" (Chuck Berry) – 8:06
2. "Warm Love in a Cold World" (Pete Bellotte/Stefan Wisnet/Gunther Moll) – 4:30
3. "Born Bad" (Bellotte/Geoff Bastow) – 5:16

### Lado 2
1. "Thunder in the Night" (Bellotte/Michael Hofmann) – 4:40
2. "Spotlight" (Bellotte/Wisnet/Moll) – 4:24
3. "Street Boogie" (Bellotte/Wisnet/Moll) – 3:56
4. "Victim of Love" (Bellotte/Sylvester Levay/Jerry Rix) – 4:52